# Пекос (река)
Пе́кос (англ. Pecos River) — река в США, левый приток Рио-Гранде. Длина 1490 км, площадь бассейна 99200 км². Протекает по территории штатов Нью-Мексико и Техас. Исток в горах Сангре-де-Кристо в округе Мора штата Нью-Мексико. Впадает в водохранилище Ла-Амистад выше города Дель-Рио в штате Техас.
Верховья Пекоса находятся на южных склонах гор Сангре-де-Кристо в живописных горных ущельях. Участок верхнего течения реки длиной 33 км (20,5 миль) от истока до посёлка Террерро 6 июня 1990 года получил статус «Дикой и живописной реки» (англ. National Wild and Scenic River).

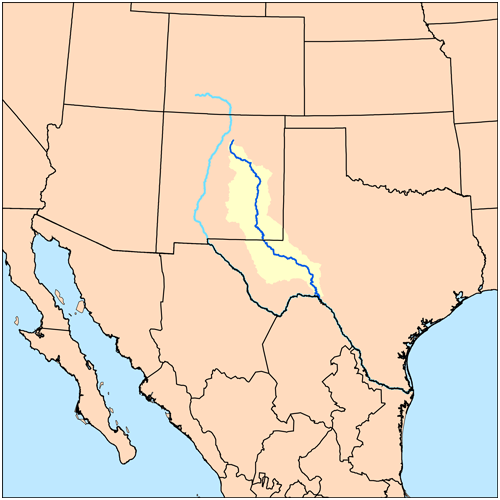
Бассейн Пекоса

Ниже по течению находится историческая область проживания коренных обитателей Северной Америки, центр которой посёлок Пекос. Рядом с ним расположен национальный исторический парк «Пекос».
В районе посёлка Вильянуэва расположен природный парк штата с живописными ущельями. В самом посёлке в долине течение реки спокойное.
Средняя часть Пекоса протекает по плоскогорью Ллано-Эстакадо. Пекос играет большую роль в экономике и жизни большого района, к этому источнику воды, дефицитной во всей восточной части штата, тяготеют сельскохозяйственные производства и населённые пункты. На реке расположены Санта-Роза, Форт-Самнер, Розуэлл, Артезиа, Карлсбад, Пекос. Вдоль реки происходило постепенное заселение региона испанцами.

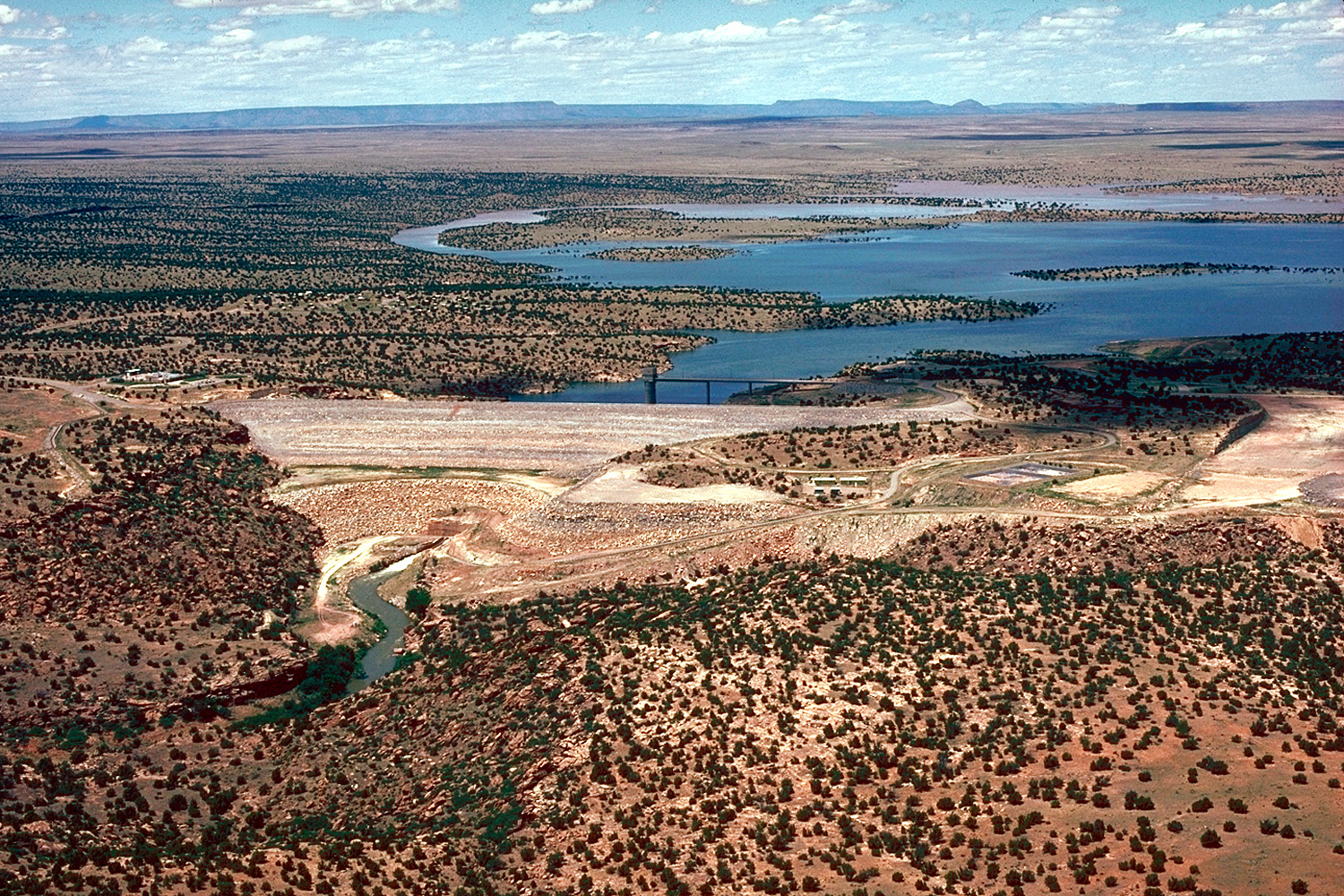
Водохранилище Санта-Роза на реке Пекос

На реке построено несколько дамб и водохранилищ. Наиболее известна ирригационная система в районе Карлсбада, созданная в начале XX века, с дамбами Авалон и Мак-Миллан. Система позволяет орошать более 10 тысяч гектаров сельскохозяйственных земель. Большое водохранилище Санта-Роза находится вблизи одноимённого посёлка. Водохранилище Ред-Блафф на границе штатов Нью-Мексико и Техас является самой низкой точкой Нью-Мексико.